# Hana Šromová
Hana Šromová (* 10. April 1978 in Kopřivnice, Tschechoslowakei) ist eine ehemalige tschechische Tennisspielerin.

## Karriere
Šromová gewann während ihrer Karriere acht Einzel- und 35 Doppeltitel des ITF Women’s Circuits. Auf der WTA Tour spielte sie erstmals im Hauptfeld beim Meta Styrian Open 1997, mit Milena Nekvapilová im Doppel. Sie verloren in der ersten Runde gegen Eva Melicharová/Helena Vildová mit 5:7 und 3:6
In der deutschen Tennis-Bundesliga spielte sie 2006 für den LTTC Rot-Weiß Berlin, sowie 2007 und 2008 für den TC Moers 08.
2008 beendete sie ihre Karriere.

## Turniersiege

### Einzel
| Nr. | Datum         | Turnier                 | Kategorie   | Belag     | Finalgegnerin            | Ergebnis      |
| --- | ------------- | ----------------------- | ----------- | --------- | ------------------------ | ------------- |
| 1.  | Januar 2000   | Hallandale Beach        | ITF $10.000 | Hartplatz | Dawn Buth                | 3:6, 6:0, 6:2 |
| 2.  | November 2002 | Zagreb                  | ITF $10.000 | Hartplatz | Nika Ožegović            | 6:2, 7:5      |
| 3.  | Januar 2004   | Dubai                   | ITF $10.000 | Hartplatz | Gjulnara Fattachetdinowa | 4:6, 7:5, 6:3 |
| 4.  | März 2004     | Kairo                   | ITF $10.000 | Sand      | Gabriela Velasco Andreu  | 6:3, 6:1      |
| 5.  | April 2004    | Kairo                   | ITF $10.000 | Sand      | Annette Kolb             | kampflos      |
| 6.  | Mai 2004      | Istanbul                | ITF $10.000 | Hartplatz | Yevgenia Savransky       | 6:4, 6:1      |
| 7.  | Juli 2004     | Les Contamines-Montjoie | ITF $25.000 | Hartplatz | Evie Dominikovic         | 6:4, 6:1      |
| 8.  | November 2004 | Mumbai                  | ITF $25.000 | Hartplatz | Montinee Tangphong       | 6:2, 6:1      |

### Doppel
| Nr. | Datum          | Turnier        | Kategorie   | Belag             | Partnerin                | Finalgegnerinnen                            | Ergebnis       |
| --- | -------------- | -------------- | ----------- | ----------------- | ------------------------ | ------------------------------------------- | -------------- |
| 1.  | April 1995     | Tampico        | ITF $10.000 | Sand              | Jindra Gabrisová         | Ingrid Kurta Aarthi Venkatesan              | 6:3, 7:64      |
| 2.  | Juni 1995      | Katowice       | ITF $10.000 | Sand              | Monika Kratochvílová     | Galina Dimitrova Dessislawa Topalowa        | 6:3, 4:6, 6:3  |
| 3.  | August 1996    | Horb am Neckar | ITF $10.000 | Sand              | Jana Ondrouchová         | Olga Vymetálková Monika Kratochvílová       | 6:2, 6:3       |
| 4.  | Januar 1997    | Istanbul       | ITF $10.000 | Hartplatz (Halle) | Jana Ondrouchová         | Monika Maštalířová Milena Nekvapilová       | 6:2, 6:1       |
| 5.  | März 1997      | Jaffa          | ITF $10.000 | Hartplatz         | Milena Nekvapilová       | Nóra Köves Patrícia Marková                 | 6:4, 6:2       |
| 6.  | Mai 1997       | Prešov         | ITF $10.000 | Sand              | Milena Nekvapilová       | Olga Vymetálková Jana Macurová              | 2:6, 6:4, 6:2  |
| 7.  | Juni 1997      | Warschau       | ITF $10.000 | Sand              | Milena Nekvapilová       | Olga Vymetálková Jana Ondrouchová           | kampflos       |
| 8.  | Oktober 1997   | Saint-Raphaël  | ITF $10.000 | Hartplatz (Halle) | Alena Vašková            | Susi Lohrmann Kerstin Marent                | 6:3, 6:3       |
| 9.  | Oktober 1997   | Joué-lès-Tours | ITF $10.000 | Hartplatz (Halle) | Milena Nekvapilová       | Eva Dyrberg Maiken Pape                     | 5:7, 6:3, 6:4  |
| 10. | April 1998     | Athen          | ITF $10.000 | Sand              | Milena Nekvapilová       | Jana Macurová Gabriela Navrátilová          | 6:3, 7:5       |
| 11. | August 1998    | Bratislava     | ITF $75.000 | Sand              | Milena Nekvapilová       | Lenka Němečková Katarína Studeníková        | 6:2, 6:4       |
| 12. | Mai 1999       | Salzburg       | ITF $10.000 | Sand              | Milena Nekvapilová       | Cindy Schuurmans Magdalena Zděnovcová       | 6:3, 6:4       |
| 13. | August 1999    | Maribor        | ITF $10.000 | Sand              | Olga Vymetálková         | Andrea Šebová Silvia Uricková               | 6:4, 6:3       |
| 14. | November 1999  | Nitra          | ITF $10.000 | Hartplatz (Halle) | Gabriela Navrátilová     | Alena Paulenková Radka Zrubáková            | 6:1, 6:0       |
| 15. | Juni 2000      | Sopot          | ITF $25.000 | Sand              | Milena Nekvapilová       | Marketa Kochta Ludmila Richterová           | 6:3, 6:2       |
| 16. | Mai 2001       | Doksy          | ITF $10.000 | Sand              | Milena Nekvapilová       | Olga Vymetálková Gabriela Navrátilová       | 2:6, 6:4, 6:1  |
| 17. | Juni 2001      | Gorizia        | ITF $25.000 | Sand              | Milena Nekvapilová       | Tatiana Kovalchuk Andreea Ehritt-Vanc       | 5:7, 6:1, 6:2  |
| 18. | November 2001  | Kairo          | ITF $25.000 | Sand              | Milena Nekvapilová       | Zuzana Hejdová Gabriela Voleková            | 6:3, 6:2       |
| 19. | Juni 2002      | Grado          | ITF $25.000 | Sand              | Gloria Pizzichini        | Sandra Načuk Natacha Randriantefy           | 6:3, 7:5       |
| 20. | Oktober 2002   | Ain Sukhna     | ITF $10.000 | Sand              | Olena Antypina           | Kim Kambic Aurélie Védy                     | 6:2, 7:5       |
| 21. | Oktober 2002   | al-Mansura     | ITF $10.000 | Sand              | Olena Antypina           | Gjulnara Fattachetdinowa Galina Woskobojewa | 6:2, 6:2       |
| 22. | November 2003  | Mumbai         | ITF $25.000 | Hartplatz         | Gabriela Navrátilová     | Rushmi Chakravarthi Sai Jayalakshmy Jayaram | 6:1, 6:1       |
| 23. | Januar 2004    | Dubai          | ITF $10.000 | Hartplatz         | Gjulnara Fattachetdinowa | Daniela Klemenschits Sandra Klemenschits    | 6:3, 4:6, 6:4  |
| 24. | März 2004      | Kairo          | ITF $10.000 | Sand              | Eva Martincová           | Raissa Gurewitsch Jekaterina Koschokina     | 6:1, 6:0       |
| 25. | April 2004     | Kairo          | ITF $10.000 | Sand              | Simona Dobrá             | Helena Ejeson Annette Kolb                  | kampflos       |
| 26. | September 2004 | Jounieh        | ITF $50.000 | Hartplatz         | Petra Cetkovská          | Nuria Llagostera Vives Frederica Piedade    | 6:4, 6:2       |
| 27. | Oktober 2004   | Istanbul       | ITF $25.000 | Hartplatz (Halle) | Olena Antypina           | İpek Şenoğlu Kathrin Wörle-Scheller         | 6:75, 6:3, 7:5 |
| 28. | Juli 2005      | Vittel         | ITF $50.000 | Sand              | Renata Voráčová          | Stanislava Hrozenská Lenka Němečková        | 6:4, 6:4       |
| 29. | Dezember 2005  | Dubai          | ITF $75.000 | Hartplatz         | Gabriela Navrátilová     | Jekaterina Makarowa Olga Panowa             | 7:5, 6:4       |
| 30. | April 2006     | Lafayette      | ITF $50.000 | Sand              | Milagros Sequera         | Juliana Fedak Eva Hrdinová                  | 2:6, 6:1, 6:1  |
| 31. | Juni 2006      | Zagreb         | ITF $50.000 | Sand              | Michaela Paštiková       | Olga Vymetálková Lucie Hradecká             | kampflos       |
| 32. | November 2006  | Toronto        | ITF $25.000 | Hartplatz (Halle) | Angelika Bachmann        | Heidi El Tabakh Raluca Olaru                | 6:4, 6:1       |
| 33. | November 2006  | Puebla         | ITF $25.000 | Hartplatz         | Maria Fernanda Alves     | Ivana Abramović Maria Abramović             | 6:4, 6:3       |
| 34. | November 2006  | San Diego      | ITF $50.000 | Hartplatz         | Ivana Abramović          | Christina Fusano Aleke Tsoubanos            | 6:4, 6:3       |
| 35. | Mai 2008       | Bukarest       | ITF $50.000 | Sand              | Petra Cetkovská          | Sorana Cîrstea Ágnes Szatmári               | 6:4, 7:5       |

## Abschneiden bei Grand-Slam-Turnieren

### Einzel
| Turnier         | 2001 | 2002 | 2003 | 2004 | 2005 | 2006 | 2007 | 2008 | Karriere |
| --------------- | ---- | ---- | ---- | ---- | ---- | ---- | ---- | ---- | -------- |
| Australian Open | Q1   | —    | —    | —    | Q1   | 2    | Q1   | —    | 2        |
| French Open     | —    | —    | —    | —    | Q2   | 2    | Q1   | Q2   | 2        |
| Wimbledon       | —    | —    | —    | —    | Q1   | 1    | 2    | Q2   | 2        |
| US Open         | —    | —    | Q1   | —    | Q2   | 1    | Q2   | 1    | 1        |

Zeichenerklärung: S = Turniersieg; F, HF, VF, AF = Einzug ins Finale / Halbfinale / Viertelfinale / Achtelfinale; 1, 2, 3 = Ausscheiden in der 1. / 2. / 3. Hauptrunde; Q1, Q2, Q3 = Ausscheiden in der 1. / 2. / 3. Runde der Qualifikation; n. a. = nicht ausgetragen

### Doppel
| Turnier         | 2006 | 2007 | Karriere |
| --------------- | ---- | ---- | -------- |
| Australian Open | 1    | 1    | 1        |
| French Open     | —    | —    | —        |
| Wimbledon       | AF   | —    | AF       |
| US Open         | 1    | —    | 1        |